# Епархия Майнца
Епархия Майнца (лат. Dioecesis Moguntina, нем. Bistum Mainz) — епархия Римско-католической церкви в составе архиепархии-митрополии Фрайбурга в Германии. В настоящее время епархией управляет епископ Петер Кольграф. Генеральный викарий — Дитмар Гибельманн.
Клир епархии включает 536 священников (442 епархиальных и 94 монашествующих), 122 диакона, 135 монахов, 411 монахинь.

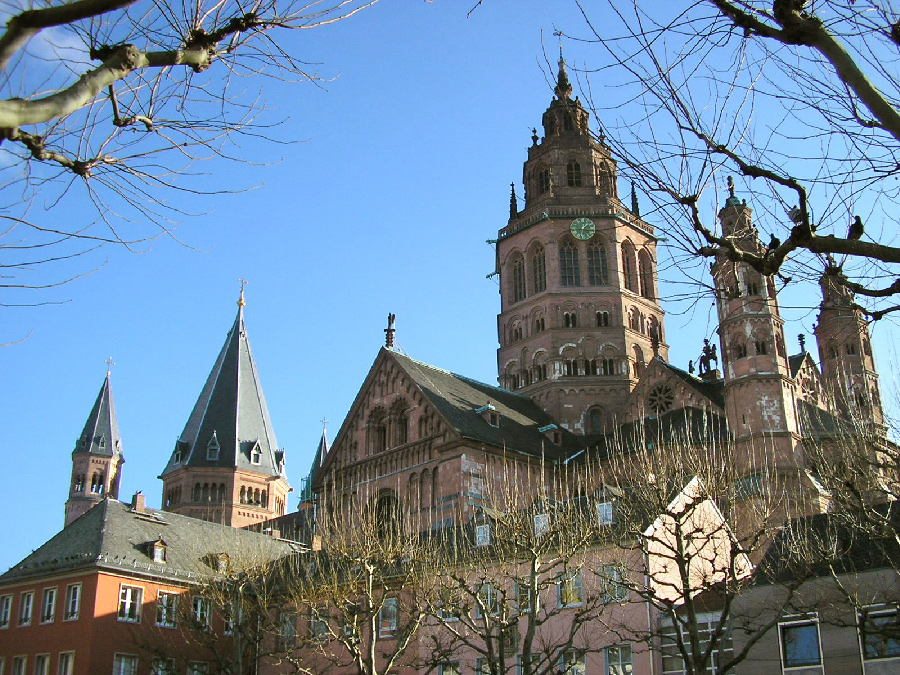
Собор Святого Мартина в Майнце

## Территория
В юрисдикцию епархии входят 343 прихода на части земель Рейнланд-Пфальц и Гессен, а также город Бад-Вимпфен в земле Баден-Вюртемберг.
Все приходы объединены в 20 деканатов.
Кафедра епископа находится в городе Майнц в церкви Святого Мартина.
Важными храмами епархии являются соборы в Майнце и Вормсе, базилики Святого Мартина в Бинген-ам-Райне и Святого Эгинарда в Зелигенштадте и церковь Святого Стефана в Майнце.

## История
Кафедра Майнца была основана в IV веке во времена Древнего Рима, в городе Майнц, который был тогда столицей имперской провинции и назывался Могонтиакум. В 780—782 годах епархия получила статус архиепархии. Первым епископом, занимавшим кафедру Майнца, по преданию был Кресценс (Крискент), другие исследователи подвергают сомнению его историческое существование и называют первым епископом Маринуса (343). Усиление светского и церковного авторитета кафедры Майнца начинается со времени архиепископа святого Бонифация (747), просветителя германцев, и его преемника святого Лулла.

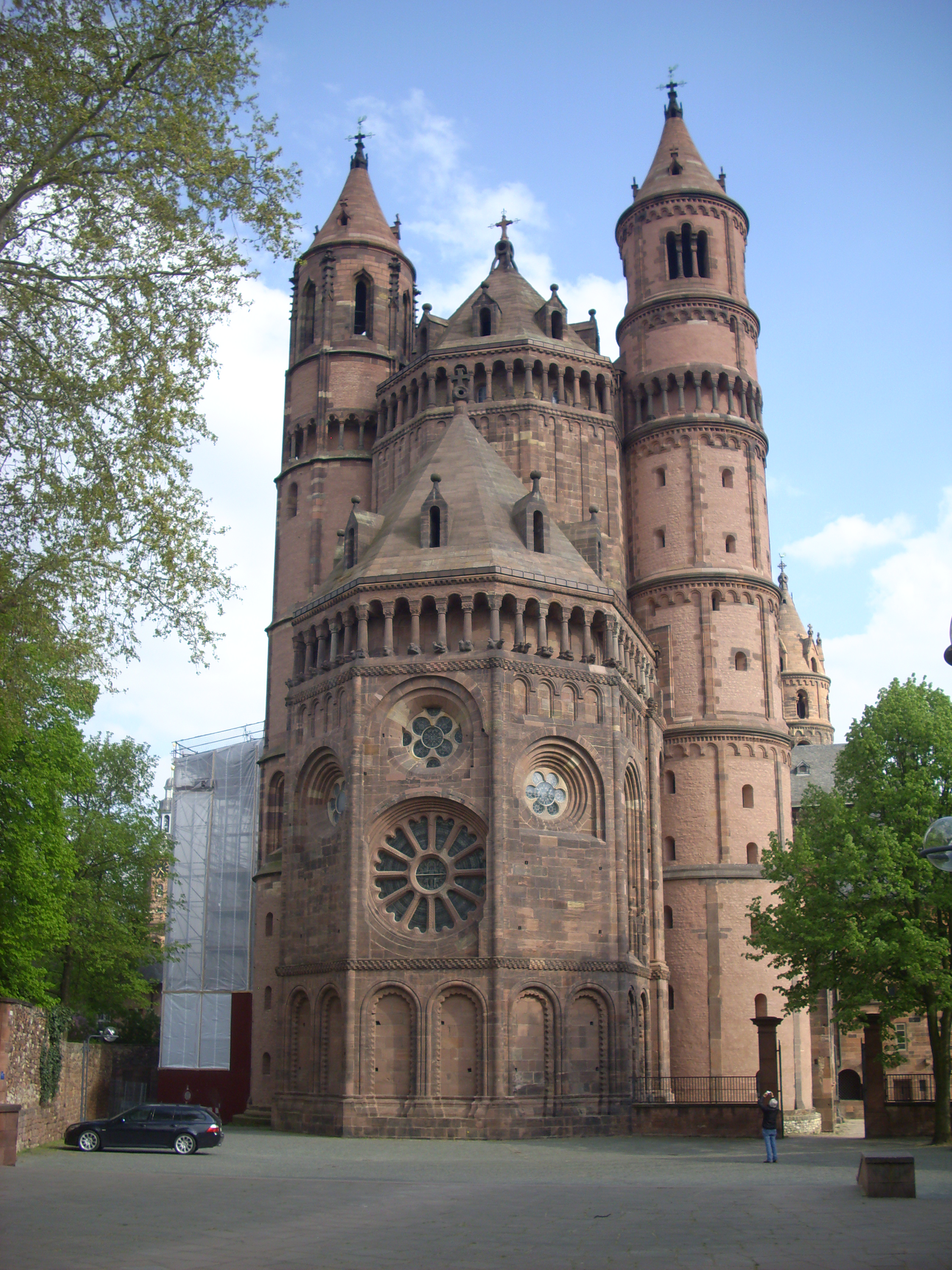
Собор Святого Петра в Вормсе

Архиепископство было важным церковным княжеством Священной Римской империи. Оно включало в себя территории вокруг Майнца на обоих берегах Рейна и вдоль реки Майн, выше Франкфурта-на-Майне, в том числе район Ашаффенберга и территории вокруг Эрфурта в Тюрингии. Архиепископ носил титул примаса Германии и традиционно занимал должность имперского архиканцлера и президента коллегии выборщиков периодически до 1251 года и постоянно с 1261 по 1803 год. Он также носил титул первого Великого курфюрста Священной Римской империи. Майнцская архиепархия в это время имела статус курфюршества.
Такое положение дел было окончательно закреплено Золотой буллой от 25 декабря 1356 года. Как президент выборщиков, архиепископ Майнца являлся также президентом Имперского придворного совета и до 1343 года короновал, избранного императора.
29 ноября 1801 года буллой Qui Christi Domini Папы Пия VII, Майнц утратил статус архиепископства, став епископством-суффраганством митрополии Мехелена (ныне Мехелена-Брюсселя). В 1803 году было упразднено и церковное княжество Майнц. Резиденция епископа Карла Теодора фон Дальберга была перенесена в Регенсбург, территории по левому берегу Рейна, отошли ко Франции, по правому берегу Майна — к княжествам Гессен-Дармштадт и Нассау, Эрфурт перешёл к Пруссии.
Епископ Карл Теодор фон Дальберг сохранил за епархией район Ашаффенберга. Когда в 1806 году Священная Римская империя была окончательно упразднена, эти земли стали основанием для нового Великого герцогства Франкфурт. С тех пор в епархии Майнца было два кардинала. Также за епархией сохранилась средневековая традиция избрания своих епископов непосредственно соборным капитулом, как и в епархиях Койры, Базеля и Санкт-Галлена. Традиция, не сохранившаяся в остальной части Католической Церкви.
16 августа 1821 года епархия Майнца вошла в состав церковной провинции архиепархии Фрайбурга.
Кафедра Майнца является единственным местом, именуемым в Католической церкви, подобно Риму, Святым Престолом.

## Ординарии епархии
| - Крискент I (80—103); - Марин I (103—109); - святой Крискент II (109—127); - Кириак (127—141); - Иларий (141—161); - Мартин I (161—175); - Цельс (175—197); - Луций (197—207); - Готхард (207—222); - Софрон (222—230); - Херигер I (230—234); - Рутхер (234—254); - Авит (254—276); - Игнатий (276—289); - Дионисий (289—309); - Рупрехт I (309—321); - Адалхард (320); - Луций Энней (330); - Мартин II (330—360); - Сидоний I (360—386); - Зигмунд (386—392); - Лупольд (392—409); - Ницетий (409—417); - Мариан (417—427); - Аврей (427—443); - Евтропий (443—467); - Максим; - Сидоний II (589); - Зигберт I (589—610); - Лудегаст (610—613); - Рудвальд (615); - Ланвальд (650); - Лабоальд (661); - Ригиберт (694—711); - Герольд (720—743); - Гевилиоб (745); - святой Бонифаций (747 — 05.06.755); - святой Лулл (05.06.754 — 16.10.786); - Рихульф (02.04.787 — 09.08.813); - Хайстульф (813 — 28.01.826); - Отгар (826 — 21.04.847); - Блаженный Рабан Мавр (847 — 04.02.856); - Карл Аквитанский (08.03.856 — 05.06.863); - Луитберт (30.11.863 — 17.02.889); - Зундерольд (889 — 28.06.891); - Гаттон I (891 — 13.05.913); - Херигер II (913 — 01.12.927); - Хильдеберт (928 — 31.05.937); - Фридрих (937 — 25.10.954); - Вильгельм (17.12.954 — 02.03.968); - Гаттон II (968 — 18.01.970); - Рупрехт (970 — 13.01.975); - Виллигиз (975 — 23.02.1011); - Эркенбальд (01.04.1011 — 17.08.1021); - Арибо (1021 — 06.04.1031); - Бардо (21.06.1031 — 10.06.1051); - Леопольд I (07.08.1051 — 07.12.1059); - Зигфрид I фон Эпштайн (06.01.1060 — 16.02.1084); - Вецило (1084 — 06.08.1088); - Рутхард (27.09.1088 — 02.05.1109); - Адальберт I фон Саарбрюкен (1111 — 23.06.1137); - Адальберт II фон Саарбрюкен (28.05.1138 — 17.07.1141); - Маркольф (1141 — 09.06.1142); - Генрих I Феликс Харбург(28.09.1142 — 07.06.1153); - Арнольд фон Шеленхофен (07.06.1153 — 24.06.1160); - Рудольф фон Церинген (1160—1161); | - Конрад I фон Виттельсбах (1161—1165); - Кристиан I фон Бух (05.03.1167 — 25.08.1183); - Конрад I фон Виттельсбах (1183 — 27.10.1200) — вторично; - Леопольд II фон Шайнфельд — избранный епископ; - Зигфрид II фон Эппенштайн (21.03.1202 — 09.09.1230) — анти-епископ с 1208 года; - Зигфрид III фон Эппенштайн (1230 — 09.03.1249); - Кристиан II фон Вайссенау (29.06.1249 — 1251); - Герхард I фон Даун-Кирберг (23.12.1251 — 25.09.1259); - Вернер фон Эппенштайн (1259 — 02.04.1284); - Генрих II фон Исни (15.05.1286 — 17.03.1288) — францисканец; - Герхард II фон Эппенштайн (30.03.1289 — 25.02.1305); - Петер фон Аспельт (10.10.1306 — 05.06.1320); - Маттиас фон Бухек (31.08.1321 — 10.09.1328); - Болдуин Люксембургский (1328—1337) — апостольский администратор; - Генрих III фон Вирнебург (11.10.1328 — 07.04.1346); - Герлах фон Нассау (07.04.1346 — 12.02.1371); - Иоганн I фон Люксембург-Линьи (28.04.1371 — 04.04.1373); - Людвиг фон Майссен (28.04.1374 — 28.04.1381) — назначен архиепископом Магдебурга; - Адольф I фон Нассау-Висбаден-Идштайн (28.04.1381 — 06.02.1390); - Конрад II фон Вайнсберг (10.04.1391 — 19.10.1396); - Иоганн II Нассауский (26.01.1397 — 23.09.1419); - Готтфрид фон Лайнинген (1396—1397) — анти-епископ; - Конрад III фон Штайн (15.12.1419 — 10.06.1434); - Дитрих Шенк фон Эрбах (06.07.1434 — 06.05.1459); - Дитер фон Изенбург-Бюдинген (04.01.1460 — 21.08.1461); - Адольф II фон Нассау-Висбаден (21.08.1461 — 06.09.1475); - Дитер фон Изенбург-Бюдинген (05.04.1476 — 07.05.1482) — вторично; - Адальберт III фон Шахсен (07.05.1482 — 01.05.1484); - Бертольд фон Хенненберг-Рёмхильд (20.09.1484 — 21.12.1504); - Якоб фон Либенштайн (31.03.1505 — 15.09.1508); - Уриэль фон Хемминген-Михельфельд (27.09.1508 — 09.02.1514); - Альбрехт фон Бранденбург (18.08.1514 — 24.09.1545); - Себастьян фон Хойзенштам (27.01.1546 — 18.03.1555); - Даниэль Брендель фон Хомбург (23.08.1555 — 22.03.1582); - Вольфганг фон Дальберг (03.09.1582 — 05.04.1601); - Иоганн Адам фон Бикен (27.08.1601 — 11.01.1604); - Иоганн Швайкхард фон Кронберг (02.08.1604 — 17.09.1626); - Георг Фридрих фон Грайффенклау (28.04.1627 — 06.07.1629); - Ансельм Казимир Вамбольд фон Умштадт (28.01.1630 — 09.10.1647); - Иоганн Филипп фон Шёнборн (23.08.1649 — 12.02.1673); - Лотарь Фридрих фон Меттерних-Буршайд (12.02.1673 — 03.06.1675); - Дамиан Хартард фон дер Лейен (24.02.1676 — 06.12.1678); - Карл Генрих фон Меттерних-Виннебург (04.09.1679 — 26.09.1679); - Ансельм Франц фон Ингельхайм (11.03.1680 — 30.03.1695); - Франц Лотарь фон Шёнборн (30.03.1695 — 30.01.1729); - Франц Людвиг фон Пфальц-Нойбург (30.01.1729 — 18.04.1732); - Филипп Карл фон Эльц (03.09.1732 — 21.03.1743); - Иоганн Фридрих Карл фон Остайн (29.07.1743 — 04.06.1763); - Эммерик Йозеф фон Брайдбах-Бюррешайм (22.08.1763 — 11.06.1774); - Фридрих Карл Йозеф фон Эртхаль (13.03.1775 — 25.07.1802); - Карл Теодор фон Дальберг (1802—1803); - Йозеф Людвиг Кольмар (07.08.1802 — 15.12.1818); - Йозеф Витус Бург (29.09.1829 — 22.05.1833); - Йоханн Якоб Хуманн (16.07.1833 — 19.08.1834); - Петрус Леопольд Кайзер (16.10.1834 — 30.12.1848); - Вильгельм Эммануэль фон Кеттелер (15.03.1850 — 13.07.1877); - Кристоф Моуфанг (13.07.1877 — 10.06.1886) — апостольский администратор; - Пауль Леопольд Хаффнер (10.06.1886 — 02.11.1899); - Генрих Брюк (21.12.1899 — 05.11.1903); - Георг Генрих Кирштайн (30.11.1903 — 15.04.1921); - Людвиг Мария Хуго (15.04.1921 — 30.03.1935); - Альберт Штор (10.06.1935 — 04.06.1961); - Герман Фольк (03.03.1962 — 27.12.1982); - Карл Леманн (21 июня 1983 года — 16 мая 2016); - Петер Кольграф (18 апреля 2017 — по настоящее время). |  |

## Статистика
На конец 2004 года из 2 807 896 человек, проживающих на территории епархии, католиками являлись 796 562 человек, что соответствует 28,4 % от общего числа населения епархии.
| год  | население | население | население | священники | священники        | священники         | священники                           | постоянные диаконы | монахи  | монахи  | приходы |
| год  | католики  | всего     | %         | всего      | белое духовенство | черное духовенство | число католиков на одного священника | постоянные диаконы | мужчины | женщины | приходы |
| ---- | --------- | --------- | --------- | ---------- | ----------------- | ------------------ | ------------------------------------ | ------------------ | ------- | ------- | ------- |
| 1950 | 631 100   | 1 794 600 | 35,2      | 516        | 437               | 79                 | 1223                                 |                    | 128     | 1907    | 284     |
| 1970 | 893 357   | 2 344 970 | 38,1      | 657        | 533               | 124                | 1359                                 |                    | 201     | 1622    | 1037    |
| 1980 | 939 372   | 2 637 000 | 35,6      | 658        | 564               | 94                 | 1427                                 | 40                 | 136     | 1145    | 346     |
| 1990 | 856 461   | 2 300 000 | 37,2      | 645        | 538               | 107                | 1327                                 | 76                 | 132     | 796     | 344     |
| 1999 | 825 309   | 2 746 000 | 30,1      | 581        | 477               | 104                | 1420                                 | 104                | 142     | 657     | 344     |
| 2000 | 820 932   | 2 770 000 | 29,6      | 567        | 475               | 92                 | 1447                                 | 106                | 130     | 616     | 344     |
| 2001 | 814 205   | 2 770 000 | 29,4      | 553        | 464               | 89                 | 1472                                 | 111                | 119     | 458     | 344     |
| 2002 | 809 223   | 2 770 000 | 29,2      | 549        | 456               | 93                 | 1473                                 | 113                | 123     | 423     | 344     |
| 2003 | 803 923   | 2 807 896 | 28,6      | 570        | 476               | 94                 | 1410                                 | 115                | 121     | 423     | 344     |
| 2004 | 796 562   | 2 807 896 | 28,4      | 536        | 442               | 94                 | 1486                                 | 122                | 135     | 411     | 344     |